# Segunda División 2019/20
Die Segunda División 2019/20 (offiziell LaLiga SmartBank) war die 89. Saison der zweiten spanischen Liga. Die Saison begann im August 2019. Meister wurde die SD Huesca, die zusammen mit dem FC Cádiz und dem FC Elche in die Primera División aufstieg. In die Segunda División B absteigen mussten CD Numancia, Deportivo La Coruña, Extremadura UD und Racing Santander.

## Vor der Saison
Die 22 Mannschaften trafen an 42 Spieltagen jeweils zweimal aufeinander. Die zwei besten Mannschaften stiegen direkt in die Primera División auf. Die Teams auf den Plätzen drei bis sechs ermittelten in den Play-offs den dritten Aufsteiger. Reservemannschaften waren nicht aufstiegsberechtigt. Die letzten vier Vereine stiegen ab.
Als Absteiger aus der Primera División nahmen der FC Girona, die SD Huesca und Rayo Vallecano teil. Aufgestiegen aus der Segunda División B waren CF Fuenlabrada, Racing Santander, die SD Ponferradina und der CD Mirandés.

## Teams
| Verein              | Stadt                  | Stadion                | Kapazität |
| ------------------- | ---------------------- | ---------------------- | --------- |
| Albacete Balompié   | Albacete               | Carlos Belmonte        | 17.300    |
| AD Alcorcón         | Alcorcón               | Santo Domingo          | 05.430    |
| UD Almería          | Almería                | Juegos Mediterráneos   | 15.000    |
| FC Cádiz            | Cádiz                  | Ramón de Carranza      | 25.033    |
| Deportivo La Coruña | A Coruña               | Riazor                 | 34.611    |
| FC Elche            | Elche                  | Manuel Martínez Valero | 36.017    |
| Extremadura UD      | Almendralejo           | Francisco de la Hera   | 11.580    |
| CF Fuenlabrada      | Fuenlabrada            | Fernando Torres        | 02.500    |
| Sporting Gijón      | Gijón                  | El Molinón             | 29.538    |
| FC Girona           | Girona                 | Montilivi              | 13.500    |
| SD Huesca           | Huesca                 | El Alcoraz             | 07.638    |
| UD Las Palmas       | Las Palmas             | Gran Canaria           | 31.250    |
| CD Lugo             | Lugo                   | Anxo Carro             | 08.000    |
| FC Málaga           | Málaga                 | Estadio La Rosaleda    | 30.044    |
| CD Mirandés         | Miranda de Ebro        | Anduva                 | 05.759    |
| CD Numancia         | Soria                  | Los Pajaritos          | 09.025    |
| Real Oviedo         | Oviedo                 | Nuevo Carlos Tartiere  | 30.500    |
| SD Ponferradina     | Ponferrada             | El Toralín             | 08.400    |
| Racing Santander    | Santander              | El Sardinero           | 22.222    |
| CD Teneriffa        | Santa Cruz de Tenerife | Heliodoro Rodríguez    | 24.000    |
| Rayo Vallecano      | Madrid                 | Vallecas               | 14.708    |
| Real Zaragoza       | Zaragoza               | La Romareda            | 34.596    |

## Abschlusstabelle
| Pl. | Verein               | Sp. | S  | U  | N  | Tore    | Diff. | Punkte |
| --- | -------------------- | --- | -- | -- | -- | ------- | ----- | ------ |
| 1.  | SD Huesca (A)        | 42  | 21 | 7  | 14 | 055:420 | +13   | 70     |
| 2.  | FC Cádiz             | 42  | 19 | 12 | 11 | 050:390 | +11   | 69     |
| 3.  | Real Zaragoza        | 42  | 18 | 11 | 13 | 059:530 | +6    | 65     |
| 4.  | UD Almería           | 42  | 17 | 13 | 12 | 062:430 | +19   | 64     |
| 5.  | FC Girona (A)        | 42  | 17 | 12 | 13 | 048:430 | +5    | 63     |
| 6.  | FC Elche             | 42  | 16 | 13 | 13 | 052:440 | +8    | 61     |
| 7.  | Rayo Vallecano (A)   | 42  | 13 | 21 | 8  | 060:500 | +10   | 60     |
| 8.  | CF Fuenlabrada (N)   | 42  | 15 | 15 | 12 | 047:400 | +7    | 60     |
| 9.  | UD Las Palmas        | 42  | 14 | 15 | 13 | 049:460 | +3    | 57     |
| 10. | AD Alcorcón          | 42  | 13 | 18 | 11 | 052:500 | +2    | 57     |
| 11. | CD Mirandés (N)      | 42  | 13 | 17 | 12 | 055:590 | −4    | 56     |
| 12. | CD Teneriffa         | 42  | 14 | 13 | 15 | 050:460 | +4    | 55     |
| 13. | Sporting Gijón       | 42  | 14 | 12 | 16 | 040:380 | +2    | 54     |
| 14. | FC Málaga            | 42  | 11 | 20 | 11 | 035:330 | +2    | 53     |
| 15. | Real Oviedo          | 42  | 13 | 14 | 15 | 049:530 | −4    | 53     |
| 16. | CD Lugo              | 42  | 12 | 16 | 14 | 043:540 | −11   | 52     |
| 17. | Albacete Balompié    | 42  | 13 | 13 | 16 | 036:460 | −10   | 52     |
| 18. | SD Ponferradina (N)  | 42  | 12 | 15 | 15 | 045:500 | −5    | 51     |
| 19. | Deportivo La Coruña  | 42  | 12 | 15 | 15 | 043:600 | −17   | 51     |
| 20. | CD Numancia          | 42  | 13 | 11 | 18 | 045:530 | −8    | 50     |
| 21. | Extremadura UD       | 42  | 10 | 13 | 19 | 043:590 | −16   | 43     |
| 22. | Racing Santander (N) | 42  | 5  | 18 | 19 | 039:560 | −17   | 33     |

Platzierungskriterien: 1. Punkte – 2. Direkter Vergleich (Punkte, Tordifferenz, geschossene Tore) – 3. Tordifferenz – 4. geschossene Tore

| (A) | Absteiger der Primera División 2018/19 |
| (N) | Aufsteiger der Segunda División B      |

## Aufstiegs-Play-offs
An den Play-offs nahmen die Mannschaften auf den Plätzen drei bis sechs der regulären Saison teil. Im Halbfinale trafen der Sechste auf den Dritten und der Vierte auf den Fünften, die beiden Sieger spielten in zwei Finalbegegnungen gegeneinander. Der Sieger qualifizierte sich als dritter Aufsteiger für die Primera División 2020/21. Die Hinspiele wurden am 13., die Rückspiele am 16. August 2020 ausgetragen. Am 20. sowie am 23. August fanden hingegen die beiden Endspiele statt.
Halbfinale
|           | Gesamt |               | Hinspiel | Rückspiel |
| --------- | ------ | ------------- | -------- | --------- |
| FC Elche  | 1:0    | Real Zaragoza | 0:0      | 1:0       |
| FC Girona | 3:1    | UD Almería    | 1:0      | 2:1       |

Finale
|          | Gesamt |           | Hinspiel | Rückspiel |
| -------- | ------ | --------- | -------- | --------- |
| FC Elche | 1:0    | FC Girona | 0:0      | 1:0       |

## Torschützenliste
Bei gleicher Anzahl an Toren sind die Spieler alphabetisch gelistet.
| Pl.                   | Spieler           | Mannschaft      | Tore |
| --------------------- | ----------------- | --------------- | ---- |
| 1.                    | Cristhian Stuani  | FC Girona       | 29   |
| 2.                    | Luis Suárez       | Real Zaragoza   | 19   |
| 3.                    | Yuri              | SD Ponferradina | 18   |
| 4.                    | Darwin Núñez      | UD Almería      | 16   |
| 4.                    | Stoichkov         | AD Alcorcón     | 16   |
| 6.                    | Rubén Castro      | UD Las Palmas   | 15   |
| 6.                    | Martín Merquelanz | CD Mirandés     | 15   |
| 8.                    | Alfredo Ortuño    | Real Oviedo     | 14   |
| 9.                    | Álex Fernández    | FC Cádiz        | 13   |
| 9.                    | Hugo Fraile       | CF Fuenlabrada  | 13   |
| 9.                    | Armando Sadiku    | FC Málaga       | 13   |
| 9.                    | Curro Sánchez     | CD Numancia     | 13   |
| Stand: 8. August 2020 |                   |                 |      |